# Pseudopharus amata
Pseudopharus amata är en fjärilsart som beskrevs av Druce 1900. Pseudopharus amata ingår i släktet Pseudopharus och familjen björnspinnare. Inga underarter finns listade.